# Frendzona (hudební skupina)
Frendzona (rusky Френдзона) je ruská hudební skupina založena v dubnu roku 2018 komponující do svých písní stylové žánry electropunk, pop punk, pop rock, rock and roll, rhythm and blues a trap. Dne 12. dubna 2018 vyšla jejich prvotina s názvem Bojčik (Бойчик). O pár dní později 26. dubna 2018 vydala skupina album Flirt na vpiske (Флирт на вписке). O necelé tři měsíce později vyšel videoklip k písni Bojčik (Бойчик), který se stal velmi populárním a skupina vstoupila do povědomí publika.

## Sestava skupiny
Ve skupině účinkují tři fiktivní postavy:
- Mejk Lav (rusky Мэйк Лав, vlastním jménem Gleb Lysenko, rusky Глеб Лысенко) – postava oblečená v kostkovaných černobílých šatech s obličejem schovaným pod maskou, který se stylizuje do role sotva patrného ušlapaného samotáře.
- Kroki Boj (rusky Кроки Бой, vlastním jménem Vladimir Galat, rusky Владимир Галат) – stylizovaný do role chuligána, který rád jezdí na skateboardu a kouří, dříve byl oblečen v masce krokodýla.
- Mejbi Bejbi (rusky Мэйби Бэйби, vlastním jménem Viktorija Lysjuk, rusky Виктория Лысюк) – stylizovaná do dívky s modrými vlasy a roztomilýma očima, která ráda zpívá o všem na světě a o všech kamarádech.

Dřívější členové skupiny
- Valera Didžejkin (rusky Валера Диджейкин) – dýdžej (účinkující v letech 2018-2019)

## Biografie

### 2017–2018: Formování skupiny, debutové album a rušení koncertů
Vladimir Galat se do roku 2018 zaměřoval na rap a pod přezdívkou Galat vystupoval, účastnil se raperských soubojů a nahrával písně. Gleb Lysenko již při studiu na gymnáziu měl vlastní rockovou kapelu, která sestávala ze třech členů.
Oba protagonisté se seznamují na internetu a později zakládají kapelu, do které Vladimir Galat přijímá další protagonistky Viktoriji a Valeriji.
Debutové album skupiny Flirt na vpiske (Флирт на вписке) vychází 26. dubna а s jeho distribucí pomohlo nakladatelství Rhymes Music. Později vydali píseň Poslednij ekzamen (Последний экзамен).
V červnu roku 2018 vyšel první videoklip skupiny s názvem Bojčik (Бойчик).
Na podzim 2018 skupina vydala píseň V staršej škole (В старшей школе).
Dne 1. prosince vyšel videoklip k písni Děvstvennica (Девственница).
Na konci roku 2018 úřady vyslyšely kritiku od rodičovské komunity, která dehonestovala více než desítku populárních ruských interpretů za nevhodné texty propagující alkohol a drogovou závislost, které má za následek nebezpečné a sebevražedné chování, a proto úřady pozastavili koncertování těmto interpretům, mezi které byla zařazena i skupina Frendzona.  Po zákazu koncertu v Nižním Novgorodu skupina oznámila zrušení i koncertů následujících.
Před další koncertní šňůrou si skupina nechala texty svých písniček přezkoumat u Federální služby Roskomnadzor a u některých změnila texty. Sólové písně Mejbi Bejbi Butyločka (Бутылочка) (v písni si hrdinka uvědomuje svoji přitažlivost k jiné dívce) a Ljubimaja škola (Любимая школа) (hrdinka písně sní o tom jak zapálí školu) přestaly být na koncertech skupiny uváděny. Následující jarní koncerty pro rok 2019 již proběhly bez problémů.

### 2019–2020 videoklip Poslednij Ekzamen, odchod Valerije, druhé album Ně razlej voda
V květnu roku 2019 se o práci skupiny začaly zajímat moskevské úřady a skupinu ostře kritizovali. Ministerstvo zaslalo orgánům sociálně právní ochrany a obcím dopis, ve kterém doporučují sociálním pracovníkům varovat děti před nebezpečím tvorby skupiny, jejíž písničky a videa mají negativní dopad na duševní rozvoj a zdraví. Na základě hromadných dopisů od rodičů dětí, která dostala moskevská veřejné ochránkyni práv, byla na základě její iniciativy zvažována i alternativa zákazu koncertování v Moskvě a také odstranění jejich písní a videí z veřejného přístupu.
Dne 25. května skupina vydala videoklip k písni Poslednij Ekzamen (Последний Экзамен).
V říjnu a listopadu 2019 absolvovala skupina turné s názvem Proščalnaja diskoteka (Прощальная дискотека).
Dne 26. února vydává skupina novou píseň s názvem Rock n-rolla (Рок-н-ролла) a 6. března k této písni je vydán videoklip.
V lednu 2020 opouští skupinu Valera Didžejkin.
Dne 24. března 2020 skupina vydává píseň Kokoro (Кокоро).
Dne 17. dubna 2020 skupina vydává album Ně razlej voda (Не разлей вода), které obsahuje 11 písní. Sama skupina se o tomto albu vyjádřila jako o začátku nového a vyzrálejšího přístupu k umělecké tvorbě. Součástí alba je i píseň nazpívaná se zpěvačkou Dorou. Později vyšel videoklip k písni Kokoro «Кокоро».
Píseň z alba Ně razlej voda s názvem Sekret (Секрет) se stala úvodní znělkou stejnojmenného pořadu vysílající se na televizní stanice TNT.
Dne 11. srpna v pořadu vycházejícím na YouTube s názvem Studija 69 (Студия 69) skupina vystoupila s převzatou písní zpěváka Šury s názvem Ty ně věr slezam (Ты не верь слезам).
24. dubna 2022 odehrála skupina v Petrohradě svůj poslední koncert.
Členové skupiny pokračují v umělecké kariéře v sólových aktivitách.

## Diskografie

### Studiová alba
| Rok  | Název                             | odkaz Spotify |
| ---- | --------------------------------- | ------------- |
| 2018 | Flirt na vpiske (Флирт на вписке) | odkaz         |
| 2020 | Ně razlej voda (Не разлей вода)   | odkaz         |
| 2021 | Albomba (Альбомба)                | odkaz         |

### Samostatné písně
| Rok  | Název                                 | odkaz Spotify |
| ---- | ------------------------------------- | ------------- |
| 2018 | Bojčik (Бойчик)                       |               |
| 2018 | Poslednij Ekzamen (Последний Экзамен) | odkaz         |
| 2018 | V staršej škole (В старшей школе)     | odkaz         |
| 2020 | Rok-n-rolla (Рок-н-ролла)             | odkaz         |
| 2020 | Kokoro (Кокоро)                       | odkaz         |
| 2021 | Poigrajem (Поиграем)                  | odkaz         |
| 2021 | Molodosť (Молодость)                  | odkaz         |
| 2021 | Školnaja (Школьная)                   | odkaz         |

## Ocenění
- dne 1. května 2019 udělená Zlatá deska za album Flirt na vpiske[20]

- dne 30. července 2020 udělena Zlatá deska za album Ně razlej voda[21]